# Manuel Puig
Juan Manuel Puig Delledonne (General Villegas, 28 de dezembro de 1932 — Cuernavaca, 22 de julho de 1990) foi um escritor argentino. 

## Carreira
Em 1946 mudou-se para a capital do pais, Buenos Aires. Começou então sua fascinação pelo cinema, assistindo regularmente às "matinées" de cinema aos domingos.
Em 1950 começou a estudar arquitetura e, em 1951, trocou de curso para filosofia. Em 1956 fez cursos no Centro Sperimentale di Cinematografia, em Roma. Depois, morou em Londres e Estocolmo, dando aulas de italiano e espanhol enquanto começava a escrever seus roteiros para o cinema.
Entre 1961 e 1962 trabalhou como assistente de direção em filmes na Argentina e na Itália. Em 1965 transfere-se para Nova York, onde começou a escrever seu primeiro romance - A traição de Rita Hayworth - que ficou aguardando publicação durante 3 anos, depois de vencer o Concurso Biblioteca Breve, da editora Seix Barral e de ser considerado o Melhor Romance de 1968-1969, pelo jornal francês Le Monde. A história, ambientada na cidade fictícia de Coronel Vallejos (em clara alusão a sua cidade natal, General Villegas), já esboça as características básicas de sua obra - associação de ideias, montagens, deslocamentos e emprego de estereótipos de gêneros considerados "menores": fotonovelas, radioteatro, folhetins.
Em 1973 publicou The Buenos Aires Affair. Além de ter o romance censurado pelo governo argentino, Puig passou a receber ameaças telefônicas do grupo parapolicial conhecido como Triple A. Na sequência, decide mudar-se para o México, onde termina El beso de la mujer araña em 1976. O romance narra a história de dois prisioneiros, que compartilham a cela de uma prisão situada em algum país da América Latina. Um deles, Valentín Arregui é um militante político; o outro, Luís Molina, é um homossexual condenado por corrupção de menores. Valentín e Molina travam uma relação complexa, que se desenvolve dentro de uma atmosfera onírica, alimentada pelo cinema noir dos anos 1940. 
Em 1981 Puig transfere-se para o Rio de Janeiro  e adapta El beso de la mujer araña para o cinema. É principalmente graças ao filme brasileiro O Beijo da Mulher-Aranha (1985), dirigido por Héctor Babenco, que a obra do escritor ganhará notoriedade mundial. No filme, Sônia Braga faz o papel da Mulher Aranha; Valentín será interpretado por Raul Julia, e William Hurt será  Molina, em  atuação magistral, que lhe renderá o Oscar de melhor ator, em 1985. O livro será igualmente adaptado para o teatro musical, e o próprio Puig adaptou-o também para o teatro. 
Na mesma época,  escreveu, em língua portuguesa, o musical Gardel, uma lembrança.
En 1988 publicou seu último romance, Cae la noche tropical. Um ano depois, deixou o Brasil para voltar ao México, estabelecendo-se com sua mãe em Cuernavaca. Começou a escrever a novela Humedad relativa: 95%, mas não chega a concluí-la. Estava cuidando da  reforma da casa, quando teve uma crise de vesícula. Foi operado de emergência e faleceu, no dia seguinte ao da cirurgia.

## Romances
| nº série | Título original                            | Título em Português                       | Tradução                                                                            | Ano    | Editora                                                                                        |
| -------- | ------------------------------------------ | ----------------------------------------- | ----------------------------------------------------------------------------------- | ------ | ---------------------------------------------------------------------------------------------- |
| 01       | La traición de Rita Hayworth               | A traição de Rita Hayworth                | Gloria Rodríguez                                                                    | (1968) | Civilização Brasileira, José Olympio, Nova Fronteira, Círculo do Livro                         |
| 02       | Boquitas pintadas                          | Boquinhas pintadas ou Boquitas Pintadas   | Joel Silveira, Luiz Otavio F. Barreto Leite                                         | (1969) | Sabiá, José Olympio, Abril Cultural, Nova Fronteira,                                           |
| 03       | The Buenos Aires Affair                    | The Buenos Aires Affair                   | Glória Rodriguez                                                                    | (1973) | Codecri, Civilização Brasileira, José Olympio, Abril Cultural, Círculo do livro, Nova Cultural |
| 04       | El beso de la mujer araña                  | O Beijo da Mulher Aranha                  | Gloria Rodriguez                                                                    | (1976) | Cedecri, José Olympio, Círculo do livro,                                                       |
| 05       | Pubis angelical                            | Pubis angelical                           | José Sanz                                                                           | (1979) | Codecri, Círculo do livro,                                                                     |
| 06       | Maldición eterna a quien lea estas páginas | Maldição eterna, a quem ler estas páginas | Luiz Otavio F. Barreto Leite                                                        | (1980) | Nova Fronteira                                                                                 |
| 07       | Sangre de amor correspondido               | Sangue de amor correspondido              | Obs. O livro foi escrito em Português e traduzido ao Espanhol pelo próprio autor [] | (1982) | Nova Fronteira,                                                                                |
| 08       | Cae la noche tropical                      | Cai a noite tropical                      | Sieni Maria Campos                                                                  | (1988) | Rocco                                                                                          |
| 09       | Humedad relativa 95% (incompleto)          |                                           |                                                                                     | (1990) |                                                                                                |